# Travis Knight (koszykarz)
Travis Knight (ur. 13 września 1974 w Salt Lake City) – amerykański koszykarz, występujący na pozycji środkowego, mistrz NBA z klubem Los Angeles Lakers.

## Osiągnięcia
NCAA
- Zaliczony do I składu turnieju AAC (1996)[1]

NBA
- Mistrz NBA (2000)[2]
- Zaliczony do składu II składu debiutantów NBA (1997)[3]
- Uczestnik spotkania Rookie Challenge (1997)[1]